# Thanh Hóa
Thanh Hóa wymowaⓘ – miasto w północno-wschodnim Wietnamie, w pobliżu Zatoki Tonkińskiej, ośrodek administracyjny prowincji Thanh Hóa. W 2009 roku liczyło 147 559 mieszkańców.